# Перри, Томас (писатель)
Томас Перри (англ. Thomas Perry; род. 7 августа 1947, Тонаванда, Нью-Йорк) — американский автор детективного жанра, сценарист и телевизионный продюсер.

## Жизнь и творчество
Высшее образование Томас Перри получил в Корнельском университете, в городе Итака (штат Нью-Йорк) как бакалавр искусств (в 1969 году). Звание доктора наук получил в 1974 году, в Рочестерском университете по специальности «английская литература». Впоследствии попробовал себя в самых различных профессиях: был фабричным рабочим, рыбаком, механиком по обслуживанию оборудования, по ремонту оружия, был также учителем в Нью-Йорке, сценаристом и телепродюсером. Автор сценариев отдельных серий таких проектов, как Simon & Simon и Star Trek: The Next Generation,. В 2022 году выходит в свет телесериал The Old Man, созданный на основе произведений Томаса Перри.
В 1982 году выходит из печати первый роман Т.Перри The Butcher’s Boy, ставший бестселлером. В следующем году его автору американским литературным обществом писателей детективного жанра Mystery Writers of America присваивается престижная премия Эдгара По «за лучшее первое произведение автора». Позднее Т. Перри был награждён различными премиями в области литературы (см. ниже). Независимое общество авторов криминальной и мистической литературы (Independent Mystery Bookseller’s Association) включила написанный в 1995 году его роман Vanishing Act ((Пропавший акт) в список 100 наиболее выдающихся произведений этого жанра. Роман Ночная жизнь (Nightlif), написанный в 2006 году, также становится бестселлером.
В настоящее время Томас Перри вместе со своей семьёй, с женой и двумя дочерьми, живёт в Южной Калифорнии.

## Сочинения

### Серия «Мальчик мясника»
- 1982 The Butcher’s Boy (Мальчик мясника)
- 1992 Sleeping Dogs (Спящие собаки)
- 2011 The Informant (Доносчик)
- 2020 Eddie’s Boy (Мальчишка Эдди)

### Серия «Джейн Уэйтфилд» (Jane Whitefield-Serie)
- 1995 Vanishing Act (Пропавший акт)
- 1996 Dance for the Dead (Танец перед смертью)
- 1997 Shadow Woman (dt. Женщина-тень)
- 1998 The Face-Changers (Другое лицо)
- 2000 Blood Money (Кровавые деньги)
- 2010 Runner (Беглец)
- 2012 Poison Flower (Ядовитый цветок)
- 2014 A String of Beads
- 2021 The Left-Handed Twin

### Серия «Джека Тилла» (Jack Till-Serie)
- 2007 Silence (Молчание)
- 2013 The Boyfriend

### Приключенческая серия Фарго (Fargo Adventure-Serie)
- 2012 The Tombs (Могилы)

### Отдельные произведения (избранное)
- 1983 Metzger’s Dog (Собака мясника')
- 1985 Big Fish (Большая рыба)
- 1987 Island (Остров)
- 2006 Nightlife
- 2008 Fidelity
- 2010 Strip
- 2015 Forty Thieves (40 похищений)
- 2017 The Old Man (Старик)
- 2018 The Bomb Maker (Бомбист)
- 2019 The Burglar
- 2020 A Small Town (Городок)

## Награды
- 1983 Премия Эдгара По
- 1985 Премия немецкого общества авторов детективной литературы
- 2002 Премия Гамши «за лучший роман»
- 2012 Премия Барри за роман The Informant
- 2021 Премия Барри за романEddie’s Boy

## Дополнения
- Перри, Томас (писатель) в Немецкой национальной библиотеке.
- Официальный веб-сайт Томаса Перри
- Краткая биография и сочинения на krimi-couch.de